# Rodoszi Epigenész
Rodoszi Epigenész (Kr. e. 3. század) görög író

## Élete
Egy munkát készített a földművelésről és általában a mezei munkákról. A mű elveszett, azonban Varro, Columella és különösen Idősebb Plinius gyakran említik forrásaik közt és sokszor támaszkodnak rá. A szerző személyéről semmit sem tudunk.